# Celdoni Fonoll i Casanoves

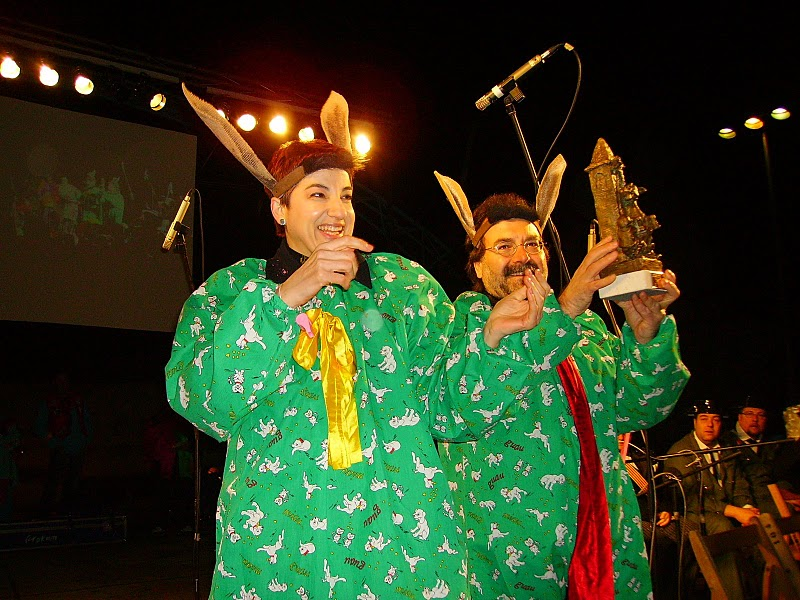
Lloll Bertran i Celdoni Fonoll fent de Mata-rucs d'Honor al Carnaval de Solsona

Celdoni Fonoll i Casanoves (Calaf, 1944) és un cantant, recitador, rapsode, poeta i músic català. Enceta l'any 1974 una tasca insòlita dins del món de la Cançó: dir, amb fons musical, poemes dels autors més diversos, i escampar la poesia catalana per pobles, viles i ciutats. Amb la seua dicció perfecta comunica a la perfecció la intenció dels més diversos autors a un auditori adult o juvenil (durant molts anys, fa recitals dins del cicle «La Caixa a les escoles» i posa en marxa diverses campanyes: «La poesia al carrer», «La poesia a les Festes Majors»…).
Després de moltes actuacions amb el duo internacional de guitarres Dávalos-Cherubito (es presenta també amb ells a les 6 Hores de Canet), l'any 1978 publica un primer àlbum (He heretat l'esperança), bàsicament recitat, amb dinou poemes de Vicent Andrés Estellés, Miquel Martí i Pol, Pere Quart, Miquel Desclot, Papasseit, Espriu, el Rector de Vallfogona…
El segon disc (Traginer de cançons) no arriba fins al 1982, i hi trobem un Celdoni Fonoll molt més cantant amb textos d'autors com J.V. Foix, Joan Alcover, Miquel Desclot, Maria Mercè Marçal, Ausiàs March, Sagarra, Màrius Torres, Guerau de Liost, Maragall, Miquel Martí i Pol, Joan Barceló i el trobador provençal Raimbaud de Vacairàs.
L'any 1984, celebra el seu recital número 1000 amb un espectacle realitzat dins del marc d'Expo-Cultura al Palau de Congressos de Montjuïc, i que és enregistrat en viu per a un àlbum doble (Recital 1000, 1984). L'any 1985, l'àlbum Nit de foc aplega poemes, sovint nacionalment reivindicatius, de Desclot, Verdaguer, Vicent Andrés Estellés, Josep Carner, Salvat-Papasseit, Foix, Espriu, Miquel Martí i Pol, Rosa Leveroni, Maragall, Maria Mercè Marçal, etc.
El següent àlbum de Celdoni Fonoll (Enllà del temps, 1989) és, alhora, el primer que edita també en CD. L'any 1991, Celdoni Fonoll decideix explotar les possibilitats de la sàtira i publica un dels seus treballs més aconseguits: Mercat de Calaf. A l'àlbum següent (Aigua secreta, 1992) hi ha poemes de Marià Manent, Amadeu Vidal i Bonafont, Guilhèm de Peitieus, etc.
Posteriorment, publicarà alguns llibres de poesia eròtica: Trempant t'empaito (1993), Versos perversos (1995) i amorosa: Tocat d'amor (199), Amor de lluny (1998). Alguns dels poemes de Tocat d'amor seran a la base d'un nou disc Cançons de l'amor que tinc (1997).
L'any 1998 enregistra un nou CD (Per un petó). El 2014 va publicar el recull de poemes Versos, versets i versots amb Cossetània edicions.
La seva parella és Lloll Bertran, coneguda cantant i actriu nascuda a Igualada.

## Obres[3]

### Llibres
- La Poesia a l'escola (1977)
- La Poesia al carrer (1977)
- Versos i cançons de trobadors (1983)
- Nou segles de poesia als Països Catalans (1986)
- Trempant t'empaito  (1993)
- Versos i cançons: Celdoni Fonoll canta i recita per al jovent (1993)
- Versos perversos (1995)
- Versos diversos d'El Matí de Catalunya Ràdio (1996)
- Tocat d'amor (1997)
- Amor de lluny (1998)
- Veus d'ocells (2000)
- Versos dispersos (2001)
- 60 ocells: Comuns i rars i de noms singulars (2002)
- Bones herbes (2004)
- Aucells (2006)
- Fascinants bolets (2006)
- Quin món de mones! (2006)
- Arbres dels nostres paisatges (2007)
- Mamífers peluts: Del llop a la musaranya (2008)
- Obscenitats i tendreses (2009)
- Herbes amigues (2009)
- Bèsties i bestioles: Ppeixos de riu, amfibis, rèptils, insectes... (2010)
- 69: Antologia eròtica (2011)
- Veus d'ocells; Bells ocells (2011)
- Abril florit: Herbes de muntanya i del pla (2012)
- Ales i pètals: Ocells, papallones, flors (2013)
- Versos, versets i versots: Humor, sàtira, erotisme, amor, natura, país, vida (2014)
- Haikús del Parc Güell i altres versos (2015)
- El caminant del parc: Dietari 2011/2012 (2016)
- Gelós de vida: Dietari 2013/2014 (2017)
- Amb senyera d'esperança: Dietari 2015/2016 (2018)
- Enllaçats de groc (2018)

### Discs
- He heretat l'esperança (1978)
- Recital 1000 (1984)
- Nit de foc (1985)
- Enllà del temps (1989)
- Vallirana catalana, vila bona, gentil, sana (1991)
- Free Catalonia from Spain [Enregistrament sonor] : eslogan cantat que amb el títol de Barcelona 92 forma part del disc de Celdoni Fonoll, Aigua secreta. Missatge dels Amics de Joan Ballester (1992)
- Per un petó (1998)
- Antologia 1974-1998 (2008)

### Música impresa
- Cançoner groc (1980)
- 10 cançons per Catalunya (1988)
- Cançons del camí florit (1988)